# Carton (matériau)
Pour les articles homonymes, voir Carton.

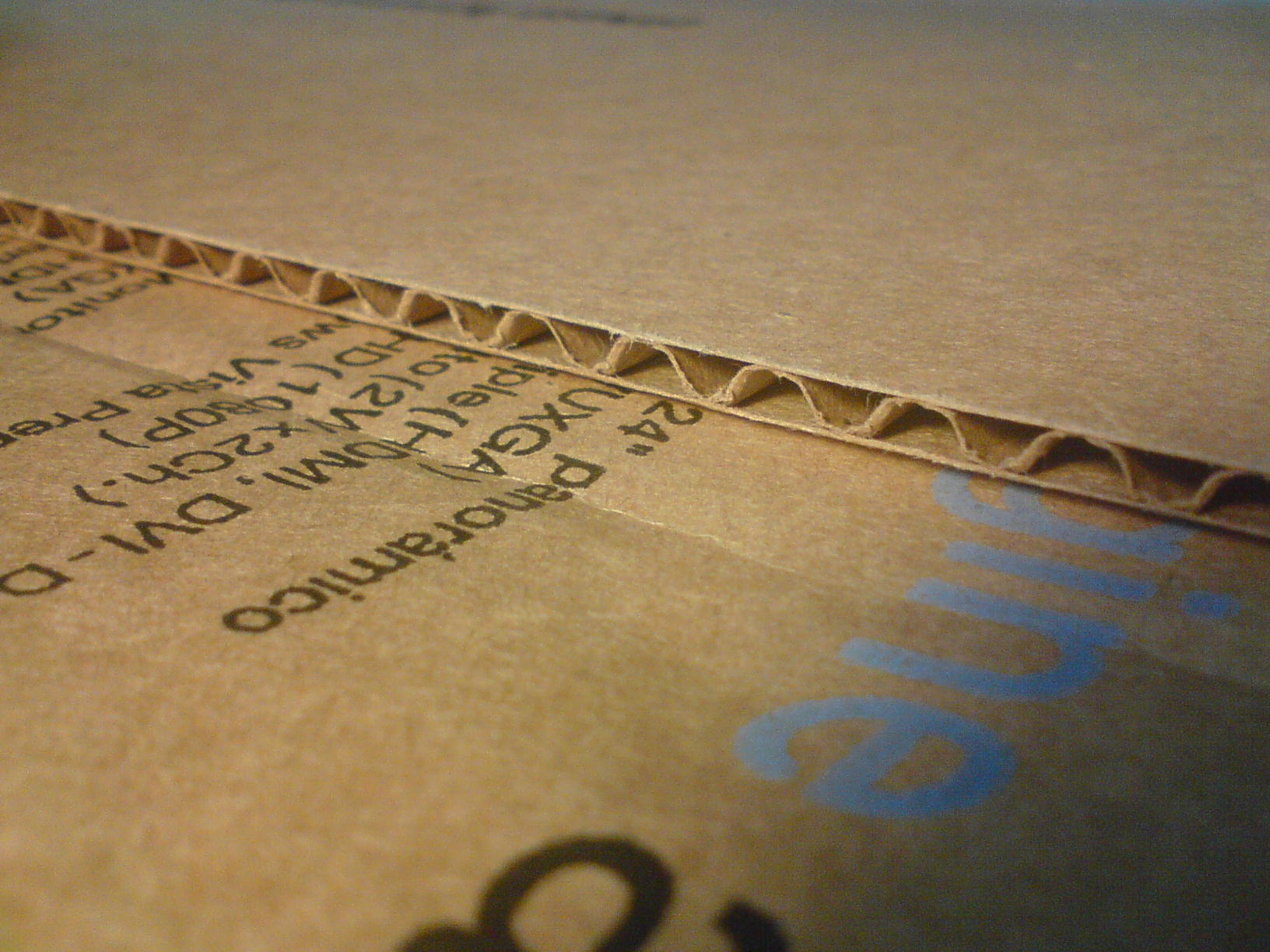
Feuille de carton et tranche d'une feuille de carton ondulé.

Le terme carton désigne certains types de papiers généralement caractérisés par une rigidité, une épaisseur ou un grammage relativement élevés. Cependant, la distinction doit se faire selon les caractéristiques et l'emploi. Par exemple, certains matériaux cannelés pourtant légers sont considérés comme des cartons alors que les feuilles de papier buvard, ou certains supports artistiques à fort grammage, sont assimilés à des papiers.
Depuis les premiers procédés, qui consistaient généralement à contrecoller des couches de papier, les techniques ont évolué pour satisfaire des besoins variés de résistance et d'aspect. Ainsi, pour améliorer leur état de surface et leur profil, certains cartons sont passés entre deux ou plusieurs rouleaux horizontaux selon le procédé du calandrage.
La norme ISO 5651:1989 fixe les unités exprimant les propriétés mécaniques et optiques des cartons.
Le terme « carton » est utilisé couramment en anglais et en français,, mais est déconseillé dans le domaine du commerce et de l'industrie car il ne définit pas de manière adéquate un produit spécifique. Les producteurs de matériaux, les fabricants de conteneurs, les ingénieurs en emballage et les organisations de normalisation, utilisent des termes plus spécifiques.

## Histoire
L'invention du carton, en France, remonte à 1751. Un élève du physicien Réaumur l'aurait élaboré pour des applications bien précises : plats, emboîtages de reliure, cartes à jouer.
Pendant la Première Guerre mondiale, les pièces de monnaie, faites d'argent ou de bronze, sont thésaurisées. Pour pallier le manque de liquidités, des villes, des chambres de commerce et des négociants émettent des monnaies de nécessité sous forme de pièces en aluminium, de billets en papier ou de monnaies en carton.

## Usages

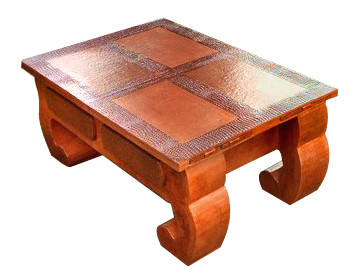
Table en carton ondulé.

Le carton s'utilise principalement dans l'emballage, mais aussi toutes les activités où ses qualités d'isolant phonique, mécanique et électrique sont appréciées. Depuis l'origine, il sert également de support, souvent artistique, dans l'édition, l'emboîtage de luxe, la reliure, l'encadrement et même le maquettisme.
Particuliers ou entreprises s'en servent en outre comme matériau principal de mobilier. À l'origine, le carton est prisé de designers et artistes, tel Gehry qui l'emploie dans des chaises durant les années 1970. Aujourd'hui, les cartonnistes (à ne pas confondre avec les cartonniers) apprécient de le plier à leur fantaisie pour créer des objets usuels ou décoratifs.

## Caractéristiques

### Avantages
Le carton offre maints avantages, étant :
- relativement économique à fabriquer ;
- doté de constantes propriétés mécaniques et esthétiques ;
- léger, donc aisément transportable ;
- facile à travailler par :
  - découpage,
  - pliage,
  - assemblage (agrafage ; pattes ; collage et contre-collage à des fins de protection, d'imperméabilisation ou de conservation alimentaire),
  - impression (en flexographie et en offset),
  - vernissage ou pelliculage,
  - dorure ou gaufrage, dans le boîtage de luxe ;
- stockable à plat ;
- aisément réparable ;
- recyclable et biodégradable.

### Inconvénients
Comme le bois, le carton non traité craint, au stockage comme à l'utilisation, les effets de l'humidité et du feu.
Sensible à l'usure, son revêtement extérieur peut se râper.

## Types

### Carton ondulé

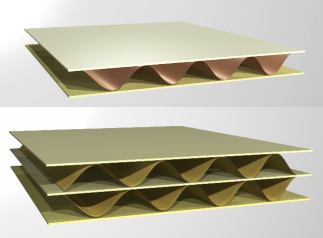
Structure de carton ondulé. Selon le nombre de couches, on distingue la simple cannelure (ou double face) et la double cannelure (ou double-double).

Le carton ondulé comprend une ou plusieurs feuilles de papier cannelé, collées sur une ou plusieurs feuilles de papier plan. Son nom varie selon le nombre de feuilles :
- ondulé simple face, à une face lisse ;
- une face ondulée, épais de 0,4 à 4 mm ;
- ondulé simple cannelure ou double face, à deux faces lisses ;
- ondulé double cannelure ou double-double face, épais de 7 mm ;
- ondulé triple cannelure, épais de 15 mm.

Il est utilisé pour la première fois en 1871 aux États-Unis. En 1888, une machine onduleuse britannique est installée en France par la SFPO (Société française de papiers ondulés). En 1914, la première machine de fabrication de caisses en carton ondulé est construite en France. Ce type de carton se caractérise par un « coefficient d'ondulation » qui détermine la longueur nécessaire, en mètres de papier cannelé, pour fabriquer un mètre linéaire de carton ondulé. Il est couramment utilisé dans les emballages ordinaires, avec une face en papier imprimé (boîtage de produits blancs ou bruns), et dans tous les emboîtages de transport et de stockage, même de grande dimension (container carton 3×1,5 m pour moto, par exemple). Son principal défaut est qu'un écrasement à plat lui ôte toute rigidité.
La fabrication du carton ondulé nécessite du papier, de la colle et de la chaleur. Le papier est vierge (kraftliner) ou recyclé (testliner). La colle est de type amylacé (généralement du maïs ou du blé). Le procédé de fabrication le plus répandu est dit « Stein-Hall ». En général, la chaleur est produite par de la vapeur à 13 bars issue d'une chaudière.
Il faut aussi une onduleuse, qui comprend :
- la ou les simples faces ;
- la double-face ;
- la ou les colleuses double-face ;
- les tables chauffantes ;
- la coupeuse auxiliaire ;
- la mitrailleuse ;
- les coupeuses transversales ;
- les réceptions.

La largeur de fabrication (dite « laize ») la plus répandue mesure 2,5 mètres. Elle peut aller jusqu'à 3,3 mètres.
La vitesse maximale de fabrication peut atteindre 400 m/min[réf. nécessaire].
Huit types de cannelures, combinables selon le résultat attendu, s'échelonnent par taille décroissante :
- cannelure K ou D, dite « cannelure géante », de plus de 7 mm ;
- cannelure A, dite GC (grande cannelure), de plus de 4,5 mm ;
- cannelure C, dite MC (moyenne cannelure), de 3,5 à 4,5 mm ;
- cannelure B, dite PC (petite cannelure), de 2,5 à 3,5 mm ;
- cannelure E, dite « micro-cannelure », de 2 à 1,5 mm ;
- cannelure F, dite « minimicro », d'environ 1,2 mm ;
- cannelure G ou N, dite « nano-cannelure », d'environ 0,8 mm ;
- cannelure O, d'environ 0,5 mm.

Ces cannelures peuvent se combiner tout en restant parallèles, pour optimiser leurs caractéristiques mécaniques et leur imprimabilité, par exemple EB ou BC. On parle alors de carton double-cannelure ou « double-double ». Il est possible d'associer de la sorte jusqu'à trois ou quatre cannelures, pour obtenir un carton triple ou quadruple-cannelure.
Dans le monde entier, les emballages en carton ondulé et rigide sont conçus sur la base du Code international pour emballage carton, élaboré par la FEFCO et l’ESBO à la fin des années 1960. Il utilise des modèles et symboles universels aisément compréhensibles, qui facilitent les transactions commerciales.

### Carton alvéolaire
Le carton alvéolaire est aussi appelé carton à structure en nid d'abeilles à cause de son âme hexagonale, qui permet une excellente absorption des ondes de choc. Les panneaux alvéolaires sont légers, rigides et d'une forte résistance à la compression pouvant atteindre 40 tonnes/m2. Il n'a pas de sens privilégié pour la résistance en flexion et ses surfaces sont très planes, contrairement à celles du carton ondulé. Dans l'industrie, il remplace de plus en plus le bois, dont il offre les caractéristiques mécaniques (résistance à la compression, flexion…) tout en étant sept fois plus léger[réf. souhaitée]. Sa solidité lui permet de se substituer aux palettes en bois.

### Carton gris
Très souvent recyclé, de pH neutre, ce carton très solide possède plusieurs épaisseurs allant de 1 à 3 mm. Il comporte plusieurs états de surface : gris, une ou deux faces blanches (blanc « nuageux »), une ou deux faces apprêtées pour l'impression (« blanc couché »). Il sert au cartonnage ordinaire, tels les emboîtages et plats de reliure.

### Carton bois
À base de pâte de bois, ce carton très rigide, dont la surface lisse résiste à l'enfoncement, offre une large gamme d'épaisseurs allant de 0,75 à 4 mm. Il est utilisé pour fabriquer des maquettes, comme en architecture.

### Carton pliant
Ce carton à base de cellulose, au pH neutre, s'utilise entre autres dans l'emballage imprimé des produits pharmaceutiques. Il se prête aussi à des présentations originales : des cartons blancs de qualité servent au cartonnage artistique dans l'encadrement, à l'imprimerie dans les couvertures d'ouvrages.
Dense et fin (210 g/m2), le carton bristol entre dans cette catégorie.

### Carton laminé
Ce cartons mince et très rigide sert, entre autres, à fabriquer des cartes à jouer.

### Carton contrecollé
Par nature, un carton est souvent contrecollé :
- carton recouvert, sur une feuille fine d'aluminium et/ou de polyéthylène, pour l'emballage de liquides alimentaires ;
- contrecollé couleur à âme blanche et contrecollé couleur, pour l'encadrement ;
- carton plume, composé d'une feuille de mousse polyuréthane rigide et épaisse (de 2 à 5 mm) collée entre deux feuilles de carton couché très mince de format 40x50 cm. Ce panneau se découpe facilement au cutter sans se déformer. « Carton Plume » est une marque déposée par la société Canson ;
- carte à gratter, carton blanc revêtu d'une surface vernie noire sur laquelle on écrit avec une plume permettant les pleins et les déliés.

### Carton bouilli
Le carton bouilli sert à la fabrication d'articles divers : valises ou mallettes assez fragiles mais aussi objets utilitaires recouverts de laque (boîtes et étuis ; plateaux ; ramasse-miettes ; porte-courrier ; plumiers ; meubles…). On parle alors de papier mâché.

## Choix
Selon son utilisation, le carton choisi ne doit être ni trop rigide, ni trop souple. Sa résistance à la pliure ne dépend pas de son épaisseur : un carton couché peut trop facilement craquer à la pliure et le sens des fibres du carton doit être pris en compte dans les travaux de façonnage. Comme une feuille de papier, un carton ne doit pas trop « tuiler » (c'est-à-dire présenter la trace d'un stockage défectueux ou d'un mauvais taux d'humidité au passage à l'onduleuse) car il ne pourrait pas passer sur des machines automatisées. Le sens des cannelures d'un carton ondulé doit être pris en compte : une pliure en travers est plus rigide qu'une pliure en long, qui peut être un point de faiblesse mécanique.

## Environnement
Tout comme celle du papier, l'industrie du carton s'attache à pérenniser des pratiques respectueuses de l'environnement. Cela passe par un meilleur recyclage et l'adoption de labels de certification forestière comme ceux du PEFC et du FSC.

## Statistiques d'utilisation
En 2020, les États-Unis ont atteint un record d'utilisation annuelle de carton, matériau manufacturé des plus présents sur Terre. Les produits vendus aux États-Unis sont pour 80 % emballés dans du carton, ce qui représente plus de 120 milliards de pièces utilisées cette année-là. La même année, plus de 13 000 pièces séparées d'emballages en carton destinés aux consommateurs ont été jetées par les foyers américains, ce qui, combiné à tous les produits en papier, représente près de 42 % de tous les déchets solides produits annuellement par les pays.
Malgré cela, la grande majorité est composée de carton ondulé, l'un des matériaux d'emballage les plus durables, connu industriellement sous le nom de carton ondulé en fibres.